# Contea (suddivisione amministrativa)
La contea è una circoscrizione amministrativa adottata da alcuni stati. Il termine, un tempo utilizzato per indicare un territorio amministrato da un conte, venne poi utilizzato soprattutto nei paesi anglosassoni.
Oggigiorno la contea, entità presente negli Stati correlati al mondo anglosassone, rappresenta una suddivisione amministrativa che può comprendere città, cittadine, villaggi, paesi e frazioni, e che è all'incirca equivalente alla suddivisione italiana nota come provincia.

## Storia
Territorio anticamente amministrato e governato da un conte (comté, condado, Grafschaft), le contee venivano chiamate earls nella Gran Bretagna post celtica, in Irlanda ed in Francia.
Il termine deriva dalla lingua norrena jarl e fu introdotto dai vichinghi. A partire dal 1066 i normanni introdussero il termine contea per sostituire il termine anglosassone scir, da cui il moderno shire (in italiano comarca).

## Stati che utilizzano le contee
| Contee per Paese | Lingua               | Singolare                                  | Plurale                                        | Numero | Note |
| ---------------- | -------------------- | ------------------------------------------ | ---------------------------------------------- | ------ | --- |
| Canada           | Inglese e Francese   | (EN) county (FR) comté                     | (EN) counties (FR) comtés                      |        | |
| Croazia          | Croato               | županija                                   | županije                                       | 20     | |
| Finlandia        | Finlandese e Svedese | (FI) lääni (SV) län                        | (FI) läänit (SV) län                           | 6      | |
| Iran             | Persiano             | (FA) شهرستان (romanizzato come shahrestān) | (FA) شهرستانها (romanizzato come shahrestānha) | 324    | |
| Irlanda          | Irlandese e Inglese  | (GA) contae (EN) county                    | (GA) contaethe (EN) counties                   | 32*    | |
| Liberia          | Inglese              | county                                     | counties                                       | 15     | |
| Lituania         | Lituano              | Apskritis                                  | Apskritys                                      | 10     | |
| Norvegia         | Norvegese            | fylke                                      | fylke/fylker                                   | 19     | |
| Paesi Bassi      | Olandese             | graafschap                                 | graafschappen                                  |        | solo storiche |
| Regno Unito      | Inglese e Gallese    | (EN) county, shire (CY) sir                | (EN) counties, shires (CY) siroedd             |        | Derivanti dalle contee tradizionali del Galles (e contee preservate del Galles), contee tradizionali dell'Inghilterra e dalle contee tradizionali della Scozia                            |
| Stati Uniti      | Inglese              | county/parish (LA)/borough (AK)            | counties/parishes/boroughs                     | 3141   | Divisioni amministrative di secondo livello in 48 dei 50 stati, tranne in Alaska, dove si usa il termine "borough" (borgo) ed in Louisiana, dove si usa il termine "parish" (parrocchia). |
| Svezia           | Svedese              | län                                        | län                                            | 21     | |
| Cina             | Cinese               | (ZH) 县 (pinyin: Xiàn)                     | 县                                             | 2851   | Divisioni amministrative di livello |